# Traspinedo
Traspinedo è un comune spagnolo di 1 000 abitanti situato nella comunità autonoma di Castiglia e León.